# Almost in Love
Almost in Love es trigésimo noveno álbum y séptimo álbum recopilatorio del músico y cantante estadounidense Elvis Presley, publicado por la compañía discográfica RCA Camden en noviembre de 1970. Fue el primero de una serie de recopilatorios publicados por la subsidiaria RCA Camden con la misión de hacer disponible en formato LP canciones que habían sido publicadas anteriormente solo en EP o en 45 RPM entre los años 1967 y 1969. 
El año 1970 sería uno de los años más prolíficos para Elvis en cuanto a ediciones de álbumes y sencillos, solo equiparable a lo lanzado al mercado en 1956. L popularidad de Presley estaba en auge y tanto los fans más antiguos como los de las nuevas generaciones estaban adquiriendo cualquier lanzamiento que saliese al mercado.  Respeto a este fenómeno, el periodista argentino Marcelo Gobello expresaría años más tarde en su libro "Rock en el cielo" que "Elvis ya es considerado como una especie de héroe nacional cuyo talento ya no conoce fronteras generacionales, atrayendo de igual manera a una ama de casa como a su rebelde hijo adolescente" 
El recopilatorio incluyó canciones como «A Little Less Conversation», procedente de la película Live a Little, Love a Little, y que sirvió de base para una remezcla realizada por Tom Holkenborg en 2002 que llegó al número uno en varios países. 
También incluyó otro gran éxito, «Rubberneckin'», un sencillo de 1969 procedente del largometraje Change of Habit (Cambio de hábito) grabado durante unas sesiones en Memphis. La canción «Stay Away, Joe» fue incluida por error dado que previamente estuvo disponible en el recopilatorio Let's Be Friends, y cuando fue reeditado en 1973, fue reemplazada con una canción diferente de la misma película. La canción que da título al álbum procede de la película Live a Little, Love a Little.
No obstante que este álbum compilado no contenía ningún tema nuevo, ingresó sorpresivamente a las listas del Billboard alcanzando el puesto # 65 y las ventas resultaron igualmente sorprendentes al alcanzar la cifra de 400.000 copias de discos vendidos en su momento.  El álbum fue reeditado en 1975 por Pickwick Records y publicado en disco compacto en 2006. También fue certificado como disco de platino por la RIAA en 2004. 

## Lista de canciones
| Cara A |                                              |                               |          |  |
| N.º    | Título                                       | Largometraje                  | Duración |  |
| 1.     | «Almost In Love (canción)»                   | [Live a Little, Love a Little | 2:54     |  |
| 2.     | «Long Legged Girl (with the Short Dress On)» | Double Trouble                | 1:27     |  |
| 3.     | «Edge of Reality (canción)»                  | Live a Little, Love a Little  | 3:14     |  |
| 4.     | «My Little Friend»                           |                               | 2:50     |  |
| 5.     | «A Little Less Conversation»                 | Live a Little, Love a Little  | 2:00     |  |

| Cara B |                                        |                        |          |  |
| N.º    | Título                                 | Largometraje           | Duración |  |
| 1.     | «Rubberneckin'»                        | Change of Habit        | 2:12     |  |
| 2.     | «Clean Up Your Own Backyard»           | The Trouble with Girls | 3:10     |  |
| 3.     | «U.S. Male»                            |                        | 2:42     |  |
| 4.     | «Charro!»                              | Charro!                | 2:45     |  |
| 5.     | «Stay Away (canción de Elvis Presley)» | Stay Away, Joe'        | 2:07     |  |